# ハナとヒナは放課後
『ハナとヒナは放課後』（ハナとヒナはほうかご）は、森永みるくによる漫画作品。
地味系女子の長谷川花と、彼女がアルバイト先で出会った華やかギャルの江森ひなことの恋愛模様を描いた百合作品。2015年5月号より『コミックハイ!』（双葉社）で連載が始まったが、翌6月号をもって同誌が休刊したため、『月刊アクション』（同社刊）に移籍した。同誌で2015年8月号から連載が再開され、2017年1月号をもって完結した。

## あらすじ
背が低くて地味な女子高生、長谷川花（ハナ）は、ある日アルバイト先のファンシーショップ「ポプリ」で大人びたギャルである江森ひなこ（ヒナ）と出会った。江森は長谷川と同じ店でアルバイトを始めたが、自分とは全く異なる雰囲気の彼女に長谷川はやや消極的になってしまう。江森自身も、長谷川に対してはやや冷めた態度をとっていた。そんな2人だったが、ある時ショップの入る商店街のお祭りを手伝うこととなった。この一件を通じて少し打ち解けた2人は、お互いを「ハナ」「ヒナ」と呼び合う仲となる。
高校2年に進級したハナは、新入生の中にヒナの姿を見つける。それまでの大人びた雰囲気から、ヒナは自分より年上だと思っていたハナだが、実際は自分の方がヒナより年上だった。アルバイト先が同じであるうえ、同じ学校に通う先輩と後輩になったわけだが、彼女らの学校はアルバイトを禁止している。ハナは学校にバレるのを防ぐため、学校では話しかけないようヒナに提案し、ヒナも渋々納得した。彼女らが話せるのは、アルバイトのある放課後である。
枷がかけられた学校生活を過ごす彼女らだったが、学校行事や放課後の秘密のアルバイトなどで様々な経験をしていくうちに、やがて2人は惹かれあい、心の底の想いが溢れ出す。

## 登場人物
長谷川 花（はせがわ はな）
本作主人公のハナ。帰宅部。「さんご」という名の犬を飼っている。
ファンシーショップ「ポプリ」でアルバイトをする高校生。
背が低く、地味なことを気にしている。ヒナと出会った時、大人びた雰囲気の彼女を年上だと思っていた。自分とは対照的な彼女にやや消極的な態度をとる。春休み、2人でショップの入る商店街の「さくらまつり」を手伝うことになったが、これを経てヒナと親しくなった。高校2年に進級した際、偶然見かけた新入生の中にヒナを見つける。このとき初めて彼女が年下であることが分かった。
ハナたちが通う高校はアルバイトを禁止しているので、バレないよう「学校では話しかけない」ことをヒナに提案した。
放課後のハナとヒナ2人だけの秘密のアルバイトを通し、ヒナに好意を抱いていく。
リボンが付いた服など、可愛い服を着るのが趣味。ただあまりお金がないので雑誌の切り抜きで我慢している。
江森 ひなこ（えもり ひなこ）
本作もう一人の主人公、ヒナ。姉がいる。
読者モデルを務める傍ら、ファンシーショップ「ポプリ」でアルバイトを始めた。
大人びた風貌で背が高くギャルのような見た目をしているが、可愛いものが大好き。店の先輩であるにもかかわらず商品をよく把握していないハナに最初は冷めた態度をとっていたが、「さくらまつり」の手伝いを経てハナと親しくなる。
可愛いものが好きであるため早くからハナに惹き込まれていくが、自分の抱く感情に戸惑い葛藤する。
部屋はぬいぐるみなどのキャラものグッズで溢れかえっている。
大野 麻衣子（おおの まいこ）
ヒナの小・中学校のクラスメイト。
ヒナを読モに誘った張本人。自身も読モをしている。
中学のころに引っ越してしまい、以降ヒナとの溝ができた。
自称ヒナの元カノ。
中野（なかの）
ハナのクラスメイト。
髪を二つに束ね、メガネをかけている。よくハナの相談役になる役回りから学校ではハナと一緒にいることが多く、ヒナから嫉妬されている。
新歓に巻き込まれ、手芸部に仮入部した。
高木（たかぎ）
ハナのクラスメイト。
髪をポンパドゥールにしている。読者モデルを務めるヒナに興味を示す。
ヒナの読モ活動が学校にバレたとき、彼女が退学になると勘違いしたため抗議活動を起こそうとした。
愛子（あいこ）
ヒナのクラスメイト。
サイドで髪を二つに束ねている。マコと一緒にいることが多い。夏休みはマコに付き合って甲子園へ行った。
マコ
ヒナのクラスメイト。妹がいる。
ストレートヘア。愛子と一緒にいることが多い。夏休み中高校野球にはまり、甲子園に観戦しに行った。
井上（いのうえ）
ファンシーショップ「ポプリ」の店員。ハナ・ヒナのシフト変更後、ハナと同じシフトに入る。
堀川（ほりかわ）
ファンシーショップ「ポプリ」の店員。大学生。ハナ・ヒナのシフト変更後、ヒナと同じシフトに入る。
店長（てんちょう）
ハナ・ヒナたちがアルバイトをするファンシーショップ「ポプリ」の店長。ひかりという子供がいる。
保育園の役員を務めている。

## 書誌情報
- 森永みるく 『ハナとヒナは放課後』 双葉社〈アクションコミックス〉、全3巻
  1. 2016年1月12日発売[2]、ISBN 978-4-575-84740-6
  2. 2016年6月11日発売[3]、ISBN 978-4-575-84812-0
  3. 2017年1月12日発売[4]、ISBN 978-4-575-84916-5